# Cape Coast
Cape Coast   este un oraș  în  partea de sud a Ghanei,  centru administrativ al regiunii  Centrale. Port la Golful Guineei.